# Peter Ingwersen (informàtic teòric)
Peter Emil Rerup Ingwersen (1947) és un gestor d'informació, informàtic i bibliòmetra danès, reconegut com el pare de la disciplina de la Webmetria. Ha realitzat importants aportacions al model cognitiu de recuperació d'informació.

## Biografia
Neix en Frederiksberg (Dinamarca) el 1947 i es llicencia en Biblioteconomia el 1973 a Copenhaguen. Posteriorment treballa com a catalogador a la Biblioteca Real de Dinamarca. A partir de 1976 passa a dedicar-se al món acadèmic, excepte el període comprès entre 1980 i 1984 que treballa en el servei d'informació de l'Agència Espacial Europea a Frascati (Itàlia).
El 1984, ingressa a la Real Escola de Biblioteconomia i Ciència de la Informació de Dinamarca com a professor. És nomenat doctor el 1991 per la Copenhaguen Business School (CBI) i el 1997 és nomenat professor associat de la Universitat Abo Akademi de Filandia. A més, Ingwersen fa estades en diferents centres com la Universitat Rutgers (EUA) o la Universitat de Tampere (1999-2002).
Peter Ingwersen és cofundador del Centre d'Estudis Informétricos de l'Acadèmia de Ciències de la Informació de Dinamarca.

## Pare de la Webmetria
Peter Ingwersen va ser el primer que va començar a analitzar el 1997, al costat de Tomas Almind, la web amb tècniques bibliométricas. Si fins llavors els estudis mètrics s'aplicaven a tot internet, donant lloc a la Cibermetria, Ingwersen va focalitzar els seus estudis quantitatius només a la web, i va nomenar la nova disciplina com webmetria, en anglès webometrics, Ingwersen i Almind van comparar la web danesa amb la d'altres països nòrdics, considerant cada enllaç com si es tractés d'una cita bibliogràfica, i trobant per tant el volum mitjà d'enllaços rebut per cada pàgina.
Peter Ingwersen va considerar que les pàgines web eren un mitjà important de comunicació acadèmica i científica, i que, per tant, si coneixíem aquelles web de major impacte, podríem establir una jerarquia web per publicar els treballs científics a la xarxa. És per això, que Ingwersen va dissenyar els anomenats Indicadors web per mesurar el factor d'impacte d'Eugene Garfield, i els va definir com la summa lògica del nombre d'enllaços externs i autoenllaçoss que apunten a un determinat pais o lloc web, dividit pel nombre de pàgines en aquest país o lloc web en un moment determinat. El nombre consisteix en el nombre d'enllaços a pàgines, no d'enllaços sol. Amb aquests indicadors, podem abordar l'elaboració d'un mapa del coneixement a partir de webs i enllaços teixit a la xarxa. Ingwersen també esmenta que hem de tenir en compte el factor d'impacte web extern, que és aquell del que extreu les autocites del recompte total.

## Model cognitiu de recuperació d'informació
Els models tradicionals de Recuperació d'Informació (booleà, vectorial i probabilístic), prestaven cap o poca importància al context social en les tasques de indización i cerca. Sorgeix llavors la necessitat de posar al centre de la recerca el subjecte que busca informació i les formes en què són usats els sistemes de recuperació d'informació. Entre 1976 i 1982, Peter Ingwersen va investigar els processos cognitius de la interacció entre persones i sistemes informàtics. Va analitzar l'impacte que té la tecnologia informàtica en el comportament de cerca de les persones, i la seva ocupació en la indústria de la informació.
Peter Ingwersen va idear la Teoria Cognitiva de la Recuperació d'Informació, com un intent de globalitzar la recuperació d'informació per mitjà de la representació de tots els seus components, com a representacions estructurals amb diferents nivells de complexitat que cooperen en un procés de comunicació interactiu. Ingwersen va assenyalar els factors vinculants d'aquesta teoria: el caràcter subjectiu que cada individu i el context on opera; és a dir, estudia el seu estat d'ànim, la seva àrea d'interès, el grau de motivació...
Així doncs, Peter Ingwersen proposa l'anomenat model global de poli-representació. Aquest model, basat en lògica inferencial (influït pel model probabilístic esbossat per Stephen Robertson), afirma que quantes més proves o evidència hi hagi sobre un consulta, els seus documents i les relacions existents entre ells, major probabilitat hi haurà que els resultats s'assemblin a les necessitats d'informació de l'usuari. És el que Ingwersen ha anomenat redundacia intencional.
Aquest model cognitiu de Recuperació d'Informació té un caràcter holístic, atès que contempla tots els actors possibles en aquest procés, i suggereix que l'efectivitat del model es veurà potenciat per l'ús combinat de diferents formes de representació del text i dels mecanismes de cerca. Aquesta visió holística va donar pas a la fusió de dades enunciada per Nicholas Belkin i Paul Kantor.

## Premis i publicacions
Peter Ingwersen ha rebut nombroses condecoracions, entre elles, la Medalla Derek de Solla Price en 2005 al costat de Howard White, o el Premi Tony Kent Strix en 2015. El 2016 ha obtingut el Premi ASIS&T al Mèrit Acadèmic.